# Jaroslav (voornaam)
Jaroslav, ook wel ingekort tot Jaro, is een Slavische voornaam en betekent schoonheid van de lente. De naam komt traditioneel vooral in Oost-Europa voor, maar thans ook in het Verenigd Koninkrijk en Nederland. De vrouwelijke vorm is Jaroslava.
In Nederland droegen in 2017 51 mannen de naam Jaroslav, waarvan 24 als voornaam en 27 als volgnaam. Bij vrouwen kwam de naam bij minder dan vijf als volgnaam voor. De vrouwelijke vorm Jaroslava kwam 16 keer voor, waarvan zes keer als voornaam en tien keer als volgnaam. Ook kwam de naam bij minder dan vijf mannen als volgnaam voor.

## Bekende personen
Enkele bekende naamdragers zijn:
- Jaroslav de Wijze, vorst van het Kievse Rijk
- Jaroslav Blanter, een Russisch natuurkundige
- Jaroslav Bžoch, een Tsjechisch politicus, sinds 2024 lid van het Europees Parlement
- Jaroslav Hašek, een Tsjechisch schrijver
- Jaroslav Nad', een Slowaaks politicus; voormalig minister van Defensie
- Jaroslav Seifert, een Tsjechisch schrijver en Nobelprijswinnaar